# ملياردير

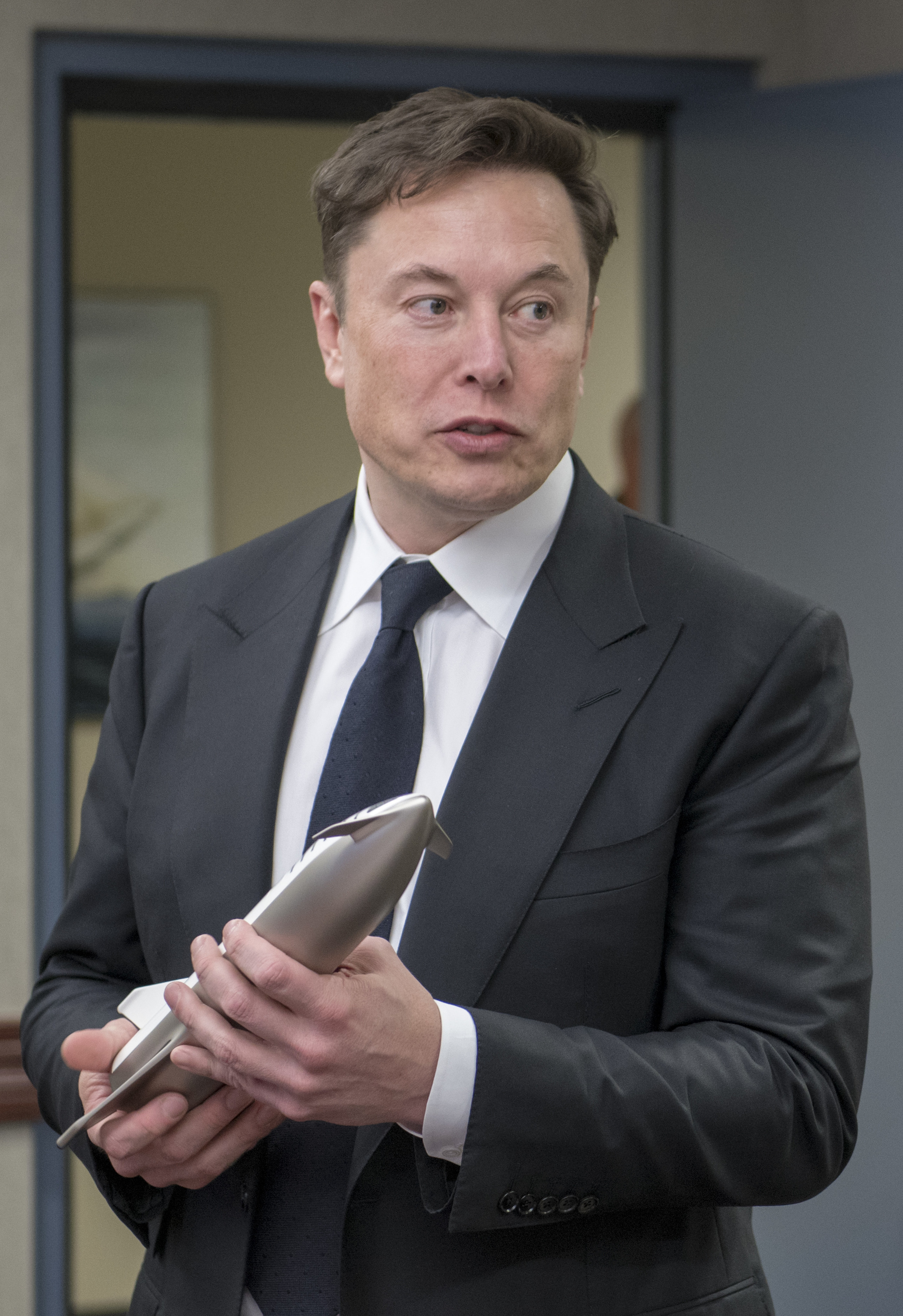
إيلون ماسك، الرئيس التنفيذي لشركة سبيس إكس وتسلا، هو ملياردير يملك مئات الملايين من الدولارات

الملياردير (منقحرة من الفرنسية: Milliardaire) هي التسمية التي تطلق على الشخص الذي يمتلك أكثر من 1000 مليون من الأموال وعادة تكون بدولار الولايات المتحدة واليورو والجنيه الإسترليني. ويتم تحديث القائمة من قبل مجلة فوربس بكل عام واستنادا إلى تقرير مجلة فوربس الذي صدر في مارس 2011 هناك 1210 مليارديرا في جميع أنحاء العالم وتقدر القيمة الصافية تقريبا تريليون دولار وأغلبيتهم في أمريكا